# اروین اشتاین
اروین اشتاین (آلمانی: Erwin Stein; ۱۰ ژوئن ۱۹۳۵ – ۲۶ ژوئیهٔ ۲۰۲۴) بازیکن فوتبال اهل آلمان بود.
از باشگاه‌هایی که در آن بازی کرده است می‌توان به باشگاه فوتبال دارمشتات ۹۸ و باشگاه فوتبال آینتراخت فرانکفورت اشاره کرد.
وی همچنین در تیم ملی فوتبال آلمان بازی کرده است.